# Посыпкин, Михаил Анатольевич
Михаил Анатольевич Посыпкин (род. 24 января 1974 года) — российский учёный-математик, доктор физико-математических наук (2015), член-корреспондент РАН (2022).

## Биография
Родился 24 января 1974 года.
В 1996 году окончил механико-математический факультет МГУ.
В 2004 году защитил кандидатскую диссертацию, тема: «Применение формальных методов для тестирования компиляторов». В 2011 году присвоено звание доцента.
В 2015 году защитил докторскую диссертацию, тема: «Методы глобальной и многокритериальной оптимизации на базе концепций ветвей и границ и неравномерных покрытий».
2 июня 2022 года избран членом-корреспондентом РАН по Отделению нанотехнологий и информационных технологий (вычислительные, методы и системы искусственного интеллекта)
.
В настоящее время — директор федерального исследовательского центра «Информатика и управление» РАН.
Читает курсы по тематике «Параллельные и распределенные вычисления» и «Методы дискретной оптимизации» в МФТИ, на ВМК МГУ и в МИЭТ.

## Научная деятельность
Специалист в области вычислительных методов оптимизации, высокопроизводительных вычислений, применения методов искусственного интеллекта в прикладных задачах
Ведет исследования в области применения методов параллельных и распределенных вычислений для решения задач глобальной дискретной и непрерывной оптимизации, получены новые научные результаты в области сложности решения задач дискретной оптимизации.
Совместно с академиком Ю. Г. Евтушенко разработал и программно реализовал новые методы решения задач математического программирования и многокритериальной оптимизации.
Также разработал уникальную программную инфраструктуру для реализации методов типа ветвей и границ на многопроцессорных вычислительных системах, основанную на идее разделения управляющих, расчетных и коммуникационных модулей.
С 2010 по 2012 годы — руководитель со стороны России по международному проекту DEGISCO (контракт № RI-261561) седьмой рамочной программы Евросоюза, посвященному развитию грид-систем из персональных компьютеров в России.
Соавтор 113 научных работ.

## Книги
- Посыпкин М. А., Сигал И. Х., Галимьянова Н. Н. Алгоритмы параллельных вычислений для решения некоторых классов задач дискретной оптимизации. — М.: ВЦ РАН, 2005. — 43 с.
- Посыпкин М. А., Сигал И. Х., Галимьянова Н. Н. Параллельные алгоритмы в задачах дискретной оптимизации: вычислительные модели, библиотека, результаты экспериментов. — М.: ВЦ РАН, 2006. — 50 с.
- Технологии параллельного программирования : учеб. пос. для студ. … по напр. 230100 «Информатика и вычислительная техника» / С. А. Лупин, М. А. Посыпкин. — Москва : Форум : ИНФРА-М, 2008. — 204, [1] с. : ил., табл.; — (Высшее образование); ISBN 978-5-8199-0336-0